# 长河乡
长河乡，是中华人民共和国四川省凉山彝族自治州雷波县曾经下辖的一个乡。2020年6月，撤销长河乡，将其所属行政区域划归谷堆乡管辖。

## 行政区划
长河乡撤销前下辖以下地区：
长河村、石普乃托村、民主村、竹杆窝村、南杆村和洛戈村。